# Het bad (schilderij)
Het bad (Frans: Le bain) is een realistisch doek gesigneerd door Alfred Stevens rond 1873-1874.

## Geschiedenis
Over de creatie van dit werk bestaat enige onduidelijkheid. Er hebben twee versie van bestaan, waarvan degene die zich in 1873 te Wenen bevond later is vernield in de brand van de collectie-Dekens. Ook heeft men te snel aangenomen dat Het bad aanwezig was op de Wereldtentoonstelling van 1867. Waarschijnlijk dateert het van de jaren 1873-1874. Het geportretteerde model is ook te zien op Stevens' Souvenirs et Regrets.
Het werk is gemaakt in de periode dat Stevens enkel nog modieuze vrouwen schilderde, maar op een manier die afwijkt van wat hij normaal deed. De subtiele grijstinten en krachtige penseelvoering zijn verwant met Edgar Degas en Édouard Manet. Die laatste zag het schilderij bij Ernest Hoschedé en vond het prachtig.

## Bron
- Parijs-Brussel, Brussel-Parijs. Realisme, impressionisme, symbolisme, art nouveau. De artistieke dialoog tussen Frankrijk en België, 1848-1914, 1997, p. 172. ISBN 9789061533900